# Elecciones parlamentarias de Macedonia de 2002

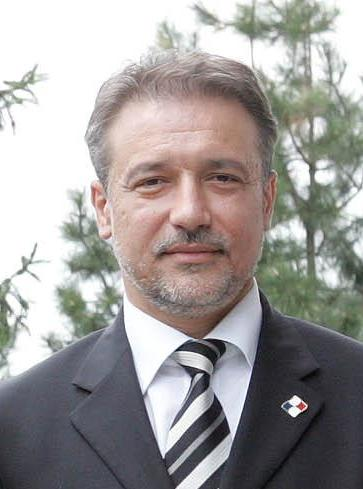
Branko Crvenkovski, primer ministro de Macedonia desde el 1 de noviembre de 2002 hasta el 12 de mayo de 2004.

Las elecciones parlamentarias de Macedonia fueron realizadas el 15 de septiembre de 2002. El resultado fue la victoria para la coalición Juntos por Macedonia, la cual estaba conformada por la Unión Socialdemócrata de Macedonia, el Partido Democrático Liberal, el Partido Democrático de los Turcos, la Liga Democrática de Bosníacos, el Partido Unido de las Romas en Macedonia, el Partido Democrático de los Serbios, la Unión Democrática de Valacos, el Partido Trabajador-Campesino, el Partido Socialista Cristiano de Macedonia y el Partido Verde de Macedonia, quienes obtuvieron 60 de los 120 escaños en la Asamblea de la República de Macedonia.

## Sistema electoral
Previo a las elecciones, se aprobó una nueva ley electoral, reemplazando el sistema en el que 35 miembros de la Asamblea fueron elegidos por representación proporcional al nivel nacional y 85 elegidos en circunscripciones únicas. En nuevo sistema, el país estuvo dividido a seis circunscripciones, el que se elegía 20 miembros en cada una de ellas por representación proporcional. Los escaños se asignaron mediante el uso del método d'Hondt con una barrera electoral de 5%.

## Resultados
| Partido                                                 | Votos     | %    | Escaños |
| ------------------------------------------------------- | --------- | ---- | ------- |
| Coalición "Juntos por Macedonia" liderada por la SDSM   | 494 744   | 41.4 | 60      |
| VMRO-DPMNE-Partido Liberal                              | 298 404   | 25.0 | 33      |
| Unión Democrática para la Integración                   | 144 913   | 12.1 | 16      |
| Partido Democrático de los Albaneses                    | 63 695    | 5.3  | 7       |
| Partido por la Prosperidad Democrática                  | 28 397    | 2.4  | 2       |
| Partido Democrático Nacional                            | 26 237    | 2.2  | 1       |
| Partido Socialista de Macedonia                         | 25 976    | 2.2  | 0       |
| Alternativa Democrática                                 | 17 473    | 1.5  | 0       |
| Unión Democrática                                       | 15 099    | 1.3  | 0       |
| VMRO-Macedonios                                         | 10 436    | 0.9  | 0       |
| VMRO–VMRO-DPPE–MHP                                      | 8 484     | 0.7  | 0       |
| Unión de Roma en Macedonia                              | 7 036     | 0.6  | 1       |
| Nueva Democracia                                        | 6 172     | 0.5  | 0       |
| LD–DSSM–PVM–DMP–PDDE–SDAM                               | 6 062     | 0.5  | 0       |
| Centro Democrático-Partido de los Verdes                | 6 019     | 0.5  | 0       |
| Partido Socialdemócrata                                 | 3 493     | 0.3  | 0       |
| Alianza Macedonia-Partido Popular Macedonio             | 2 454     | 0.2  | 0       |
| Partido Democrático de Macedonia                        | 2 326     | 0.2  | 0       |
| Renacimiento y Alianza por una Macedonia Nacional Ideal | 2 303     | 0.2  | 0       |
| Movimiento Popular de Macedonia                         | 2 247     | 0.2  | 0       |
| MAAK-Opción Única Macedonia                             | 2 208     | 0.2  | 0       |
| Partido Republicano de Macedonia                        | 2 167     | 0.2  | 0       |
| PCERM                                                   | 2 149     | 0.2  | 0       |
| DOM–PPRM                                                | 2 077     | 0.2  | 0       |
| Partido Comunista de Macedonia                          | 1 969     | 0.2  | 0       |
| Voluntad Popular                                        | 1 262     | 0.1  | 0       |
| Partido de la Justicia                                  | 1 139     | 0.1  | 0       |
| Partido Progresista                                     | 924       | 0.1  | 0       |
| Partido de Todos los Trabajadores de Macedonia          | 309       | 0.0  | 0       |
| Partido Democrático "Vamos Macedonia–Forza"             | 273       | 0.0  | 0       |
| Partido Unido de las Romas en Macedonia                 | 239       | 0.0  | 0       |
| VMRO-Unido                                              | 120       | 0.0  | 0       |
| Partido Democrático de los Bosníacos                    | 45        | 0.0  | 0       |
| Independientes                                          | 7 571     | 0.6  | 0       |
| Votos en blanco/nulos                                   | 28 289    | –    | –       |
| Total                                                   | 1 222 711 | 100  | 120     |
| Participación electoral                                 | 1 664 296 | 73.5 | –       |
| Fuente: Nohlen & Stöver                                 |           |      |         |